# بطولة ويمبلدون 1905
قائمة ببطولات ويمبلدون لسنة 1905:

## فردي رجال
لورنس دوهيرتي هزم  نورمان بروكيس. النتيجة: 8-6 6-2 6-4

## فردي سيدات
ماي سوتون هزمت  دوروثيا دوجلاس. النتيجة: 6-3, 6-4